# 祖博吉
祖博吉，是匈牙利包尔绍德-奥包乌伊-曾普伦州所辖的一个村。总面积11.43平方公里，总人口594，人口密度52.0人/平方公里（2011年1月1日）。